# Puertoricanska självständighetspartiet

Puertoricanska Självständighetspartiet (spanska: Partido Independentista Puertorriqueño (PIP)) är ett politiskt parti i Puerto Rico, formellt grundat efter valet 1946. Partiet förespråkar socialdemokratiska principer och självständighet för Puerto Rico från USA. 

## Historia
PIP bildades ur självständighetsrörelsen Movimiento Soberania (grundat av Gilberto Concepcion de Gracia).
PIP deltog för första gången i allmänna val 1948 och fick cirka 10 % av rösterna. El Partido Independentista deltog inte i den konstituerande församlingen från 1952, med motiveringen att man inte höll på att arbeta fram en riktig konstitution, utan helt enkelt hade ändrat namn på samma koloniala regim. Under valprocessen registrerade man en stor andel valskolk. I de allmänna valen 1952 fick partiet 20 % av rösterna, utsåg 15 folkvalda lagstiftare, och blev därmed det största oppositionspartiet. I slutet av 1950-talet förlorade PIP mycket av sitt väljarstöd, och blev ett minoritetsparti, nästan utan någon möjlighet att vinna en valseger, eftersom röstandelen låg mellan 4 och 6 procent av det totala antalet röster i valet.
Bland de orsaker som lett till betydande förluster av PIP:s röster, var förföljelsen[källa behövs] från lokala myndigheter och organ för den amerikanska regeringen, och skräckkampanjen[källa behövs] mot oberoendet. Trots detta kämpar partiets anhängare fortfarande för sin ideologi, eftersom de anser att självständighet är det enda hållbara alternativet att lösa det koloniala problemet med Puerto Rico. 
Under 2006 organiserade PIP konferensen the Congreso Latinoamericano y Caribeño Por la Independencia de Puerto Rico i Panama (Latinamerikanska och västindiska kongressen för Puerto Ricos självständighet). Till denna kongress anslöt sig de stora politiska partierna från hela Latinamerika och Karibien, till stöd för oberoende och suveränitet för puertoricanerna. Vid kongressen medverkade både partier från höger, vänster och mitten. Många av de politiska partierna där var regeringspartier i sina respektive länder, som i fallet Brasilien, Panama, Peru och Venezuela. Förutom de många politikerna samlades också betydelsefulla latinamerikaner till stöd för Puerto Ricos självständighet: Gabriel García Márquez, Ernesto Sábato, Mario Benedetti, Eduardo Galeano, Ana Lydia Vega, Luis Rafael Sanchez, Mayra Montero, Pablo Milanes och Carlos Alberto Libanio Christo, bland andra. 
För de allmänna valen 2008 presenterade partiet som sina kandidater ekonomie doktor Edwin Irizarry Mora till riksdagen och licentiat Jessica Martinez Birriel som lokal kandidat (comisionada residente).
Till valet 2020 var Juan Dalmau partiets kandidat. Han fick 175 402 röster och kom på fjärde plats, med ett rekord på 13,58 % av rösterna, det näst bästa valresultatet i PIP:s historia. Med Movimiento Victoria Ciudadana (Citizens Victory Movement) som säkrade 179 265 röster och kom på tredje plats med 13,95 % av rösterna, är detta den största andelen av Puerto Ricos röster (27,53 %) som någonsin erhållits av vänsterpartister i Puerto Rico.

## Partiledare

Flagga - Puertoricanska självständighetspartiet (PIP)

- Rubén Berríos
- Fernando Martin
- Maria de Lourdes Santiago
- Juan Dalmau
- Manuel Rodriguez Orellana
- Victor Garcia San Inocencio
- Edwin Irizarry Mora
- Jessica Martinez
- Jorge Fernandez Porto